# Російсько-японська угода (1910)
Росі́йсько-япо́нська угод́а 1910 — договір, підп́исаний в Санкт-Петербурзі 21 червня (4 липня) А. П. Ізвольским з боку Росії та Ітіро Мотоно з боку Японії. Приводом до укладення угоди став виступ у 1909 державного секретаря США Ф. Нокса з планом «комерційної нейтралізації» залізниці в Маньчжурії, що був спрямований у першу чергу проти інтересів Росії і Японії і мав на меті полегшити проникнення американського капіталу в Північно-Східний Китай.
Угода розвивала принципи російсько-японської загальнополітичної угоди 1907. Складалася з відкритого і секретного текстів. В опублікованій частині заявлялося, що сторони зобов'язуються робити один одному «дружнє сприяння» для поліпшення їх залізничних ліній у Маньчжурії, підтримувати статус-кво в цій частині Китаю й у випадку виникнення загрози порушення його консультуватися про заходи для збереження статус-кво.
У секретній частині Росія і Японія зобов'язувалися не порушувати «спеціальних інтересів» один одного в їхніх сферах впливу в Маньчжурії, встановлених секретною частиною угоди 1907 р., не протидіяти подальшому зміцненню «спеціальних інтересів» іншої сторони в межах вищевказаних сфер, утримуватися від політичної активності в сфері спеціальних інтересів іншої сторони, консультуватися про спільні міри захисту у випадку загрози їх інтересам у Маньчжурії. Угода фактично означала згоду Росії на анексію Кореї, яка відбулась у тому ж році, Японією.